# Izabela Matusz
Izabela Matusz (nascida em 1974, em Varsóvia) é uma diplomata polaca e embaixadora no Peru (2013–2017).

## Vida
Matusz formou-se em relações económicas internacionais na SGH Warsaw School of Economics. Ela também estudou no Centro de Estudos Latino-Americanos da Universidade de Varsóvia.
Em 2002, ingressou no Ministério das Relações Externas da Polónia, Departamento das Américas, sendo responsável pelas relações com os estados do Mercosul. Entre 2005 e 2009, actuou na embaixada em Buenos Aires, Argentina, tendo também desempenhado funções como encarregada de negócios. De 2009 a 2013, voltou ao Departamento das Américas como secretária para as relações UE-América Latina e Caribe. Ela participou na negociação do acordo comercial da UE com a Colômbia e o Peru. Em 24 de dezembro de 2012, foi nomeada embaixadora no Peru, também credenciada na Bolívia e no Equador. Ela começou oficialmente o seu mandato em 19 de março de 2013, e o terminou em 15 de dezembro de 2017.
Além do polaco, Matusz fala inglês, espanhol, francês e russo.